# Cunrad Lymar
Cunrad Lymar (1410/12 urkundlich genannt) war ein sächsischer Amtshauptmann.

## Leben
Er stammte aus einem Adelsgeschlecht.
1410 wird Lymar als Untervogt und 1411/12 als Hauptmann des sächsischen Amtes Delitzsch urkundlich erwähnt.